# Sgarrista
Lo "sgarro" è la dote dello sgarrista nella 'ndrangheta calabrese.
Nel rito dell'albero della Scienza e il Giardinetto coincide con il fusto. La santa protettrice è santa Elisabetta. Gli sgarristi tradizionalmente hanno come riferimento i cavalieri Minofrio, Mismizzu e Misgarru.
Lo sgarrista prima dell'introduzione della Santa era il grado più alto in seno all'onorata società col quale si poteva assumere il comando di una locale.

## Rito
Con la riunione della società di sgarro si fa passare di dote un camorrista.
I presenti sono tutti sgarristi e senza armi eccetto per i latitanti definiti cavalieri erranti.
La sentinella d'omertà controlla l'esterno e perquisisce i partecipanti. Per questa operazione si dice che si è abbassato di grado. Il mastru i jurnata (mastro di giornata) insieme alle sentinelle di omertà richiede le armi: Saggi compagni siete invitati a consegnarmi le armature. A Rosarno furono ritrovare le precise formule da recitare.
Forma di perquisizione:
Tutti: siamo conformi

Mastro di Giornata: se prima mi riconoscevo per un mastro di giornata da questo momento mi conoscerete per un poliziotto d'omertà che fa il suo dovere in società formata. Chi ha armature che le tirasse fuori.

Mastro di Giornata: ora che sono sequestrate qualsiasi armatura, guai a chi trovo specchi, coltelli e rasoi, verrà praticato con due e tre zaccagnate (coltellate) nella schiena, come è prescritto dalla regola sociale, con una mano mi ribasso e con un'altra vi passo le pulci.»
()
Formazione della società:
Tutti: buon vespero

Capo società: siete accomodi per formare società di sgarro?

Tutti: accomodissimi

Capo società: con bastone d'oro e pomello d'argento stella mattutina che forma a ciampa di cavallo società criminale e 'ndrina con parole d'uomo e parole d'omertà è formata società. A nome di Minofrio, Mismizzu e Misgarru è formata la società di sgarro.»
()
Promozione a sgarrista:
()
Si procede poi al taglio della testa della figura di San Michele Arcangelo e poi la si brucia e si fa una croce col coltello sul pollice del camorrista.
Formula di battesimo finale:
Se prima lo riconoscevo come sgarrista non consacrato, adesso lo riconosco sgarrista battezzato e consacrato. Io mangerò con lui centesimo, millesimo e soldo della baciletta, gli difenderò carne sangue pelle e ossa fino all'ultima goccia del mio sangue se raggiri porta macchia donerò infamità a carico suo e a scarico della società.»
Successivamente si conclude anche la riunione della società di sgarro con le formule di rito.
Lo sgarrista giura di essere fedele alla società di sgarro e di non riconoscere più la società di camorra e di essere pronto a sacrificarsi per gli altri sgarristi.

## Sopra dote
Ha due sopra dote: sgarrista di sangue e sgarrista definitivo.
La prima è per chi ha commesso almeno un omicidio la seconda è il più alto grado della Società minore.

## Smazzolatina

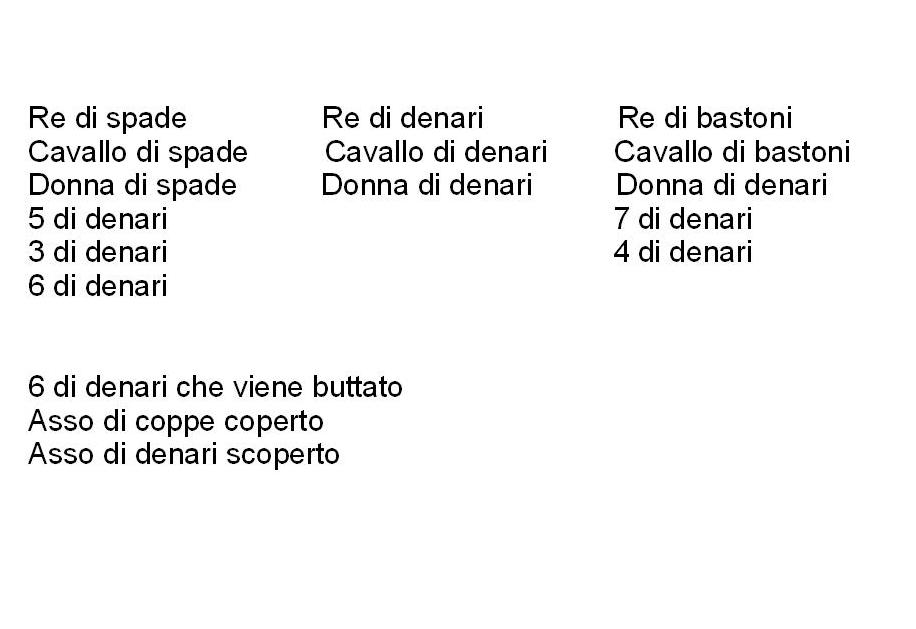
Disposizione delle carte

La smazzolatina è una particolare disposizione di 17 carte napoletane o siciliane che lo sgarrista è tenuto a conoscere.
I Re rappresentano Minofrio, Mismizzu e Misgarro; il cavallo di spade rappresenta il conte Ugolino, il cavallo di denari Fiorel di Russia e il cavallo di bastoni i cavalieri di Spagna (Osso, Mastrosso e Carcagnosso), la donna di spade la sorella Elisabetta, la donna di denari la sorella d'omertà, la donna di bastoni sorella Annunziata; il sette di denari rappresenta 7 'ndrine distaccate, il cinque di denari la società di sangue, il tre di denari la società di sgarro, il quattro di denari un tavolino di noce fino e finissimo coperto di un fazzoletto rosso che rappresenta la società di sgarro.
Il sei di denari rappresenta la bastarda della società e quindi va buttato; l'asso di denari rappresenta l'onore dello sgarro mentre l'asso di coppe la tomba dello sgarrista.

## Indagini
Il 22 ottobre 2019 lo Squadrone eliportato carabinieri cacciatori "Calabria" e i Carabinieri del Nucleo Investigativo del Comando Provinciale di Vibo Valentia scoprono in un edificio a Vibo Valentia un arsenale di armi riconducibile al clan dei Piscopisani. Su un muro dell'abitazione era scritto: "Minofrio, Mismizzu e Misgarro", i tre cavalieri che si usano nel rito per il conferimento della dote di sgarro.